# دهکده شوم
دهکده شوم (به انگلیسی: The Vile Village) نام یکی از کتاب‌های مجموعه ماجراهای بچه‌های بدشانس است. این کتاب توسط دنیل هندلر با نام مستعار لمونی اسنیکت نوشته شده و برت هلکوئیست آن را تصویرگری کرده‌است.

## انتشار
نسخه فارسی در ۱۹۴ صفحه توسط انتشارات ماهی با ترجمه رضا دهقان به چاپ رسید.

## سری
این کتاب از سری ماجراهای بچه‌های بدشانس است.

## داستان
ویولت بودلر، کلاوس بودلر و سانی بودلر طبق طرح جدید دولت به یک دهکده سپرده می‌شوند آنها دهکده V.F.D را انتخاب می‌کنند که به معنی دوستداران پرنده است و قوانین عجیب غریبی دارد بعد از مدتی فردی دستگیر می‌شود که کنت الاف است و تحت پیگرد و پای چوبه آتش کشته می‌شود اما بعد این سه نفر متوجه می‌شوند که نه تنها کنت الاف نبوده بلکه جک اسنیکت (یک فرد خوب)هم بوده و سه قلوهای کوگیمایر را نجات می‌دهند و خودشان نمی‌توانند نجات پیدا کنند زیرا کاراگاه دوپین (کنت الاف) و کمیسر لسوتو(ازمی اسکولار) در پی دزدیدن آنها هستند که بالاخره با روشی از زندان فرار می‌کنند و به سوی بیمارستان خطرناک یا همان قسمت بعدی داستان می‌روند.